# Juliana Lievens
Juliana Lievens (Adegem, 25 september 1920 - Lichtaart, 30 juni 1997) was een Belgisch bestuurster.

## Levensloop
Lievens was van 1946 tot 1962 nationaal leidster van de Boerenjeugdbond (BJB). Vervolgens werd ze aangesteld tot nationaal voorzitster van de Boerinnenbond. Onder haar bestuur werd de organisatie in 1971 hervormd tot het Katholiek Vormingswerk van Landelijke Vrouwen (KVLV). in 1975 vond een tweede naamswijziging plaats en werd de organisatie herdoopt tot Katholiek Vormingswerk voor Landelijke Vrouwen (KVLV). In 1980 werd als voorzitster opgevolgd door Julia Baert.